# Panajotis Kondylis
Panajotis Kondylis (Grieks: Παναγιώτης Κονδύλης, Panagiotis Kondylis, Panagiotes Kondyles) (Archea Olymbia (West-Griekenland), 17 augustus 1943 - Athene, 11 juli 1998) was een Griekse politiek-filosoof, ideeënhistoricus en uitgever/vertaler. Hij schreef zowel in het Duits als in het Grieks. Zijn denken kan in de traditie geplaatst worden van onder anderen Thucydides, Machiavelli en Max Weber.

## Leven
Kondylis studeerde aanvankelijk klassieke filologie en filosofie in Athene. Als student was Kondylis marxist geweest. Later ging hij naar Duitsland om filosofie, middeleeuwse en nieuwe geschiedenis, en politieke wetenschappen te studeren te Frankfurt am Main en Heidelberg. Kondylis promoveerde 1979 in Heidelberg met een studie over Die Entstehung der Dialektik bij Dieter Henrich. Dit werk ging over de oorsprong van het Duits idealisme bij Hölderlin, Hegel en Schelling. In 1991 ontving hij de Goethe-Medaille.
Kondylis had geen academische carrière op het oog, integendeel: hij was juist van mening dat "de academische filosofie dood en begraven is", en werkte daarentegen als privégeleerde. Kondylis stierf op 54-jarige leeftijd aan de gevolgen van een hartoperatie in Athene. Zijn privébibliotheek van zo'n vijfduizend werken werd overgenomen door de bibliotheek van de Aristoteles-universiteit van Thessaloniki.

## Filosofie
Kondylis heeft over vele verscheidene onderwerpen geschreven. Een van zijn onderzoeksonderwerpen was de idee van de Verlichting. Traditioneel wordt de verlichting gekenmerkt door centrale ordewoorden als autonomie, zelfbeschikking, universaliteit. Echter deze opvatting is veel te eenzijdig. Ze mag dan wel stroken met de Franse Siècle des Lumières met zijn felle kritiek aan het adres van de religie, het benadrukken van het belang van rationele ordening en het uitgesproken politiek emancipatiegedrag. Het strookt daarentegen niet zozeer met de Duitse Aufklärung en de Engelse Enlightenment. De Duitse variant was vooral anti-klerikaal, piëtistisch en juist niet rationalistisch, maar had meer aandacht voor het gevoel en het innerlijk dat uiteindelijk zal uitmonden in de Sturm und Drang en de Romantiek. Ook de Engelse variant typeerde zich anders, namelijk met vooral de nadruk op empirisme. Dit komt bijvoorbeeld sterk tot uitdrukking in de filosofie van John Locke en David Hume.
De klassieke opvatting van de Verlichting is dus niet zo accuraat als het lijkt. Desondanks wordt zij door vele filosofen zo toch overgenomen, zo bijvoorbeeld in het werk Dialektik der Aufklärung van Theodor Adorno en Max Horkheimer, of in het postmodernismedebat tussen filosofen als Jean-François Lyotard en Jürgen Habermas.
Panajotis Kondylis biedt zelf echter een adequater alternatief: hij spreekt over ‘de rehabilitatie van de zinnelijkheid’. Deze noemer lijkt performanter om de verscheidenheid van de Verlichtingsfenomenen samen te denken. Kondylis laat zien dat er in de tijd van de Verlichting een grote belangstelling bestaat voor de ‘zinnelijke’ inbedding van de mens, cultuur en samenleving; dit wil zeggen voor verankering daarvan in wat bij uitstek niet-rationeel is. Voorbeelden die Kondylis aanhaalt zijn De l'esprit des lois (1748) waarin de filosoof Charles de Montesquieu onderzoekt wat de zinnelijke inbedding is van staten, die hij hoopt als verklaring te kunnen aanhalen voor hun staatsstructuur. Daarnaast is er ook nog de filosoof Julien Offray de La Mettrie die in zijn werk L'homme machine (1747) de inbedding van de rede in de irrationele menselijke natuur en het lichamelijke onderzocht. Een ander voorbeeld is de filosoof Johann Gottfried Herder die met zijn begrip Volksgeist poogde te verklaren hoe staten en naties worden bepaald door de volkeren die erin ingebed zijn.